# Teoria da relatividade
Teoria da Relatividade é a denominação dada ao conjunto de duas teorias científicas: a Relatividade Restrita (ou Especial) e a Relatividade Geral, propostas e publicadas em 1905 e 1915, respectivamente por Albert Einstein, concluindo estudos precedentes do físico neerlandês Hendrik Lorentz, entre outros. Ela substitui os conceitos independentes de espaço e tempo da Teoria de Newton pela ideia de espaço-tempo como uma entidade geométrica unificada. O espaço-tempo na relatividade especial consiste de uma variedade diferenciável de 4 dimensões, três espaciais e uma temporal (a quarta dimensão), munida de uma métrica pseudo-riemanniana, o que permite que noções de geometria possam ser utilizadas. É nessa teoria, também, que surge a ideia de velocidade da luz invariante.
O termo especial é usado porque ela é um caso particular do princípio da relatividade em que efeitos da gravidade são ignorados. Dez anos após a publicação da teoria especial, Einstein publicou a Teoria Geral da Relatividade, que é a versão mais ampla da teoria, em que os efeitos da gravitação são integrados, surgindo a noção de espaço-tempo curvo.

## História
O princípio da relatividade foi surgindo ao longo da história da filosofia e da ciência como consequência da compreensão progressiva de que dois referenciais diferentes oferecem visões perfeitamente plausíveis, ainda que diferentes, de um mesmo efeito.
O princípio da relatividade foi inserido na ciência moderna por Galileu Galilei e afirma que o movimento, ou pelo menos o movimento retilíneo uniforme, só tem algum significado quando comparado com algum outro ponto de referência. Segundo o princípio da relatividade de Galileu, não existe sistema de referência absoluto pelo qual todos os outros movimentos possam ser medidos. Galileu referia-se à posição relativa do Sol (ou sistema solar) com as estrelas de fundo. Com isso, elaborou um conjunto de transformações chamadas 'transformações de Galileu', compostas de cinco leis, para sintetizar as leis do movimento quanto a mudanças de referenciais. Mas naquele tempo acreditava-se que a propagação eletromagnética, ou seja, a luz, fosse instantânea; e, portanto, Galileu e mesmo Newton não consideravam em seus cálculos que os acontecimentos observados fossem dissociados dos fatos. Esse fenômeno que separava a luz do som, aqui na Terra, seria mais acentuado quando observado a grandes distâncias, e já mostrava, em fins do século XIX, a importância de estabelecer normas aplicáveis a uma teoria do tempo.
Muitos historiadores e físicos atribuem a criação da famosa fórmula que explica a relação entre massa e energia ao físico italiano Olinto De Pretto, que, segundo especulações, desenvolveu a fórmula dois anos antes que Albert Einstein, e que teria previsto o seu uso para fins bélicos e catastróficos, como o desenvolvimento de bombas atômicas. Apesar disso, foi Einstein o primeiro a dar corpo à teoria, juntando os diversos fatos até então desconexos e os interpretando corretamente.

## Postulados da relatividade
1. Primeiro postulado (princípio da relatividade)
As leis que governam as mudanças de estado em quaisquer sistemas físicos tomam a mesma forma em quaisquer sistemas de coordenadas inerciais.

Nas palavras de Einstein:
"...existem sistemas cartesianos de coordenadas - os chamados sistemas de inércia - relativamente aos quais as leis da mecânica (mais geralmente as leis da física) se apresentam com a forma mais simples. Podemos assim admitir a validade da seguinte proposição: se K é um sistema de inércia, qualquer outro sistema K' em movimento de translação uniforme relativamente a K, é também um sistema de inércia."
2. Segundo postulado (invariância da velocidade da luz)

A luz tem velocidade invariante igual a c em relação a qualquer sistema de coordenadas inercial.
A velocidade da luz no vácuo é a mesma para todos os observadores em referenciais inerciais e não depende da velocidade da fonte que está emitindo a luz, tampouco do observador que a está medindo. A luz não requer qualquer meio (como o éter) para se propagar. De fato, a existência do éter é mesmo contraditória com o conjunto dos fatos e com as leis da mecânica.

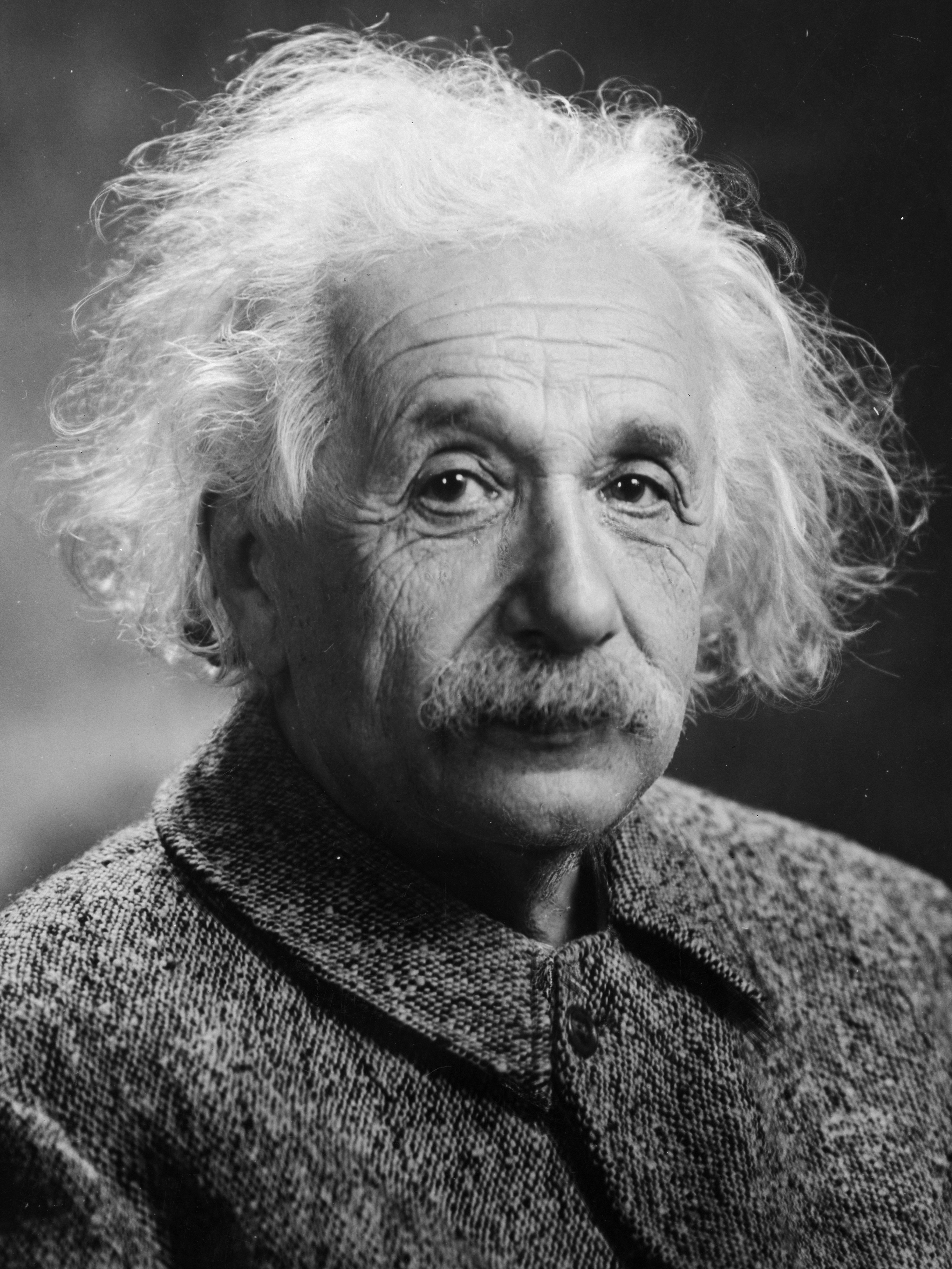
Albert Einstein fotografado por Oren J. Turner em 1947

Apesar do primeiro postulado ser quase senso comum, o segundo não é tão óbvio. Mas ele é de certa forma uma consequência de se utilizar o primeiro postulado ao se analisarem as equações do eletromagnetismo. Através das transformações de Lorentz pode-se demonstrar o segundo postulado.
Porém, é necessário dizer que Einstein, segundo alguns, não quis basear a relatividade nas equações de Maxwell, talvez porque entendesse que a validade destas não era ilimitada. Isto decorre da existência do fóton, o que tacitamente indica que as equações de campo previstas por Maxwell não podem ser rigorosamente lineares.

## Consequências da relatividade restrita
A relatividade restrita (ou especial) tem consequências consideradas bizarras por muitas pessoas. Esta opinião é perfeitamente compreensível, pois estas consequências estão relacionadas a comparações entre observadores movimentando-se a velocidades próximas à da luz, e o ser humano não tem nenhuma experiência com viagens a velocidades comparáveis à velocidade da luz. Eis algumas das consequências:
- ao observar qualquer relógio que se mova em relação ao referencial adotado, observadores estáticos com relógios sincronizados entre si ao longo de sua rota no citado referencial verão o relógio móvel atrasar-se em relação à seus próprios relógios, quando aquele passar por sua posição. O intervalo de tempo próprio corresponde ao menor dos intervalos de tempo separando dois eventos passíveis de serem mensurados mediante observação de relógios no referencial em questão. Ou de forma equivalente, o intervalo de tempo próprio de um dado referencial é usualmente menor que os correspondentes intervalos de tempo próprios de outros referenciais que encontrem-se animados em relação ao primeiro e que estejam a observar os mesmos eventos em consideração.
- Eventos que ocorrem simultaneamente em um referencial inercial não são necessariamente simultâneos em outro referencial em movimento relativo (falta de simultaneidade).
- Medidas acerca das dimensões de objetos que se movem em relação a um dado referencial serão inferidas com valores menores do que as determinadas para os mesmos objetos quando inferidas em referenciais nos quais estes encontrem-se inanimados. Se um corpo está em movimento ao longo de um eixo em um dado referencial, a dimensão do corpo ao longo deste eixo parecerá menor do que aquela determinada quando o mesmo corpo encontrava-se parado em relação ao referencial do observador (contração dos comprimentos).

## Aplicações modernas
Longe de ser simplesmente de interesse teórico, os efeitos relativísticos são importantes preocupações práticas da engenharia. A medição baseada em satélite precisa levar em consideração os efeitos relativísticos, pois cada satélite está em movimento em relação a um usuário ligado à Terra e, portanto, em um quadro de referência diferente sob a teoria da relatividade. Os sistemas de posicionamento global, como GPS, GLONASS e Galileo, devem levar em conta todos os efeitos relativísticos, como as consequências do campo gravitacional da Terra, para trabalhar com precisão. Este também é o caso da medição de tempo de alta precisão. Instrumentos que variam de microscópios eletrônicos a aceleradores de partículas não funcionariam se as considerações relativísticas fossem omitidas.